# Paisaje montañoso
Paisaje montañoso es una pintura al óleo realizada por Pablo Picasso el año 1896 en el lagar de Llanes, en Málaga, y que forma parte de la colección permanente del Museo Picasso de Barcelona. La obra ingresó en 1970 con el código de registro MPB 110.008, gracias a una donación del artista. Se encuentra expuesto en la sala 2 del museo.

## La obra

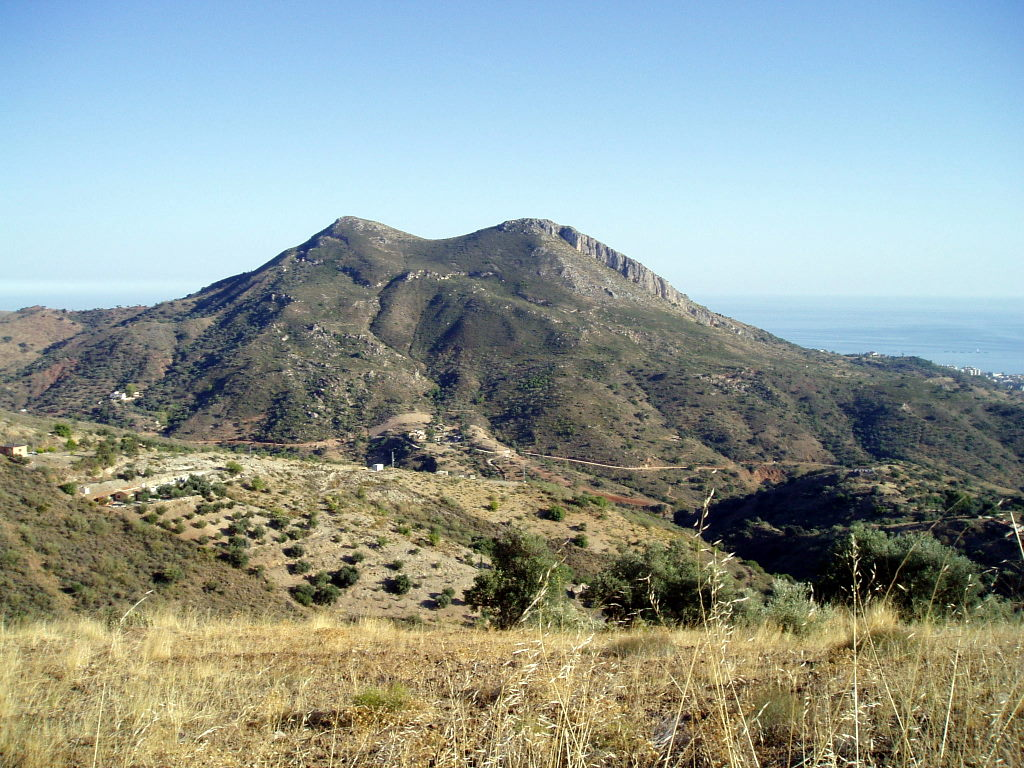
Vista general de una zona montañosa en la provincia de Málaga.

Los veranos de 1896 y 1897, el paisaje adquiere una gran importancia en la obra de Picasso. La estancia de la familia en la finca que los padrinos de Pablo, los Blasco Alarcón, tienen en Llanes (Málaga) le ofrece la oportunidad de llevar a cabo un estudio exhaustivo de las montañas de Málaga y sus alrededores.
Paisaje montañoso es el más importante de esta etapa. Lo preceden unos estudios preparatorios, un óleo y dos tablillas. El museo conserva el estudio preparatorio, y varias obras de paisajes malagueños de este momento. En su libro Picasso insólito, Manuel Blasco Alarcón identifica este lugar como las estribaciones de la «Cueva de la Negra», paraje de Llanes.
La pincelada pastosa y espesa que aplica el pintor, junto con la ausencia de línea, sustituida por la combinación de pinceladas de colores vivos y con una intensa luminosidad, marcan su primer distanciamiento de las enseñanzas académicas. La pincelada inclinada y el acertado uso de tonos ocres se convierten en unos excelentes vehículos de captación de la aridez del trozo de campo representado.